# 洋桥
39°51′26″N 116°23′14″E / 39.8571343°N 116.3871607°E
洋桥，位于北京市三环南路与马家堡东路交界的地方，原来是方便北京人到马家堡火车站乘车，由英国人于1898年在凉水河上设计修造了一座水泥结构桥，当时当地老百姓称为“洋桥”。后来桥南，靠近马家堡火车站一侧形成一个自然村，称为洋桥村。
洋桥于1990年拆除，在原桥址修建了新的钢筋混凝土结构桥。依旧称为洋桥。